# Circuito di Aintree
Il circuito di Aintree  è un circuito automobilistico semi-permanente posto all'interno dell'ippodromo di Aintree, nelle vicinanze di Liverpool. Ha ospitato cinque edizioni del Gran Premio di Gran Bretagna di Formula 1 (nel 1955, nel 1957, nel 1959, nel 1961 e nel 1962). 

## Storia
Il tracciato, inaugurato nel 1954, era lungo 4.828 metri, era abbastanza veloce ed era caratterizzato da due lunghi rettilinei ("Finishing Straight" e "Railway Straight") raccordati da una parte mista caratterizzata dalla curva "Country Loop".

## Albo d'oro della Formula 1
| Anno | Pilota                                | Scuderia                              |
| ---- | ------------------------------------- | ------------------------------------- |
| 1955 | Stirling Moss                         | Mercedes                              |
| 1956 | Disputato sul Circuito di Silverstone | Disputato sul Circuito di Silverstone |
| 1957 | Stirling Moss Tony Brooks             | Vanwall                               |
| 1958 | Disputato sul Circuito di Silverstone | Disputato sul Circuito di Silverstone |
| 1959 | Jack Brabham                          | Cooper                                |
| 1960 | Disputato sul Circuito di Silverstone | Disputato sul Circuito di Silverstone |
| 1961 | Wolfgang von Trips                    | Ferrari                               |
| 1962 | Jim Clark                             | Lotus                                 |

### Vittorie per pilota
| Vittorie | Pilota             | Anno(i)/Vettura              |
| -------- | ------------------ | ---------------------------- |
| 2        | Stirling Moss      | 1955/Mercedes - 1957/Vanwall |
| 1        | Tony Brooks        | 1957/Vanwall                 |
| 1        | Jack Brabham       | 1959/Cooper                  |
| 1        | Wolfgang von Trips | 1961/Ferrari                 |
| 1        | Jim Clark          | 1962/Lotus                   |

### Vittorie per scuderia
| Vittorie | Scuderia | Anno(i)/Pilota                  |
| -------- | -------- | ------------------------------- |
| 1        | Mercedes | 1955/Stirling Moss              |
| 1        | Vanwall  | 1957/Stirling Moss, Tony Brooks |
| 1        | Cooper   | 1959/Jack Brabham               |
| 1        | Ferrari  | 1961/Wolfgang von Trips         |
| 1        | Lotus    | 1962/Jim Clark                  |